# Жуан-Монлевади
Жуан-Монлевади (порт. João Monlevade) — муниципалитет в Бразилии, входит в штат Минас-Жерайс. Составная часть мезорегиона Агломерация Белу-Оризонти. Входит в экономико-статистический микрорегион Итабира. Население составляет 72 122 человека на 2006 год. Занимает площадь 99,283 км². Плотность населения — 726,4 чел./км².

## История
Город основан 29 апреля 1948 года.
В последней четверти XX века были обустроены и в настоящее время успешно функционируют кампусы Университета штата Минас-Жерайс — третьего по величине ВУЗа штата.

## Статистика
- Валовой внутренний продукт на 2003 год составляет 1 047 748 332,00 реалов (данные: Бразильский институт географии и статистики).
- Валовой внутренний продукт на душу населения на 2003 год составляет 15 047,15 реалов (данные: Бразильский институт географии и статистики).
- Индекс развития человеческого потенциала на 2000 год составляет 0,819 (данные: Программа развития ООН).

## География
Климат местности: горный тропический. В соответствии с классификацией Кёппена, климат относится к категории Cwa.